# Покаяння (фільм)
«Каяття», «Покаяння» (груз. «მონანიება») — грузинський радянський художній фільм, знятий в жанрі драми у 1984 році режисером Тенгізом Абуладзе. Гран-прі на Каннському кінофестивалі у 1987 році.
Цей фільм, знятий ще до початку перебудови в СРСР, вийшов на екрани у січні 1987 року і практично відразу став знаковим для тодішнього радянського кінематографа. У 1988 році фільм був нагороджений премією «Ніка» в шести номінаціях, в тому числі, як Найкращий фільм.
Третій фільм в режисерській трилогії («Благання» — «Дерево бажання» — «Покаяння»).

## Зміст
Фільм увібрав у себе збірний образ тоталітарних країн і диктаторів середини 20 століття. За сюжетом в грузинському місті ховають колишнього міського голову, шановного і впливового чоловіка Варлама Аравідзе. Але вранці його тіло виявляють біля будинку сина Варлама — Авеля. Кілька днів поспіль померлого перепоховують, але труп знову і знову опиняється перед житлом Авеля. Влаштувавши засідку, вдається спіймати за розкопуванням могили жінку Кетеван Барателі. На суді вона впевнено говорить, що й надалі викопуватиме Варлама, аби його тіло розірвали звірі та склювали птахи. Вона розповідає історію своєї сім'ї, та дитинства, коли Варлам Аравідзе керував містом. Тоді він, спочатку видаючи себе за друга народу, відправив до табору її батька-художника і матір Ніно, а саму Кетеван залишив напризволяще. Практично ніхто не виявляє згоди з нею, хоч і пам'ятають ті часи, несподівано вину за гріхи вождя бере на себе онук Варлама. Він хоче жити і померти чесною людиною, щоб після його смерті його тіло ніхто не викопував з могили. Врешті Авель сам викопує тіло батька і викидає його в прірву.

## Ролі
- Автанділ Махарадзе — Варлам Аравідзе / Авель Аравідзе
- Ія Нинідзе — Гуліко Аравідзе, дружина Авеля
- Мераб Нинідзе — Торніке Аравідзе, син Авеля
- Зейнаб Боцвадзе — Кетеван Барателі
- Кетеван Абуладзе — Ніно Барателі, мати Кетеван
- Давид Гіоргобіані — Сандро Барателі, художник, батько Кетеван
- Кахи Кавсадзе — Михайло Корішелі, друг Сандро
- Ніно Закарідзе — Олена Корішелі
- Нато Очігава — Кетеван в дитинстві
- Дато Кемхадзе — Авель в дитинстві
- Веріко Анджапарідзе — мандрівниця
- Мзія Махвіладзе — родичка ув'язненого
- Аміран Амиранашвилі — Токсоба, помічник Варлама
- Борис Ципурія — адвокат Авеля Аравідзе
- Лео Антадзе — Мосе, захисник храму
- Тамара Цицішвилі — Маріам, захисниця храму
- Ліа Капанадзе — Елізбар Кореле, жінка в черзі на передачу
- Коте Махарадзе — прокурор
- Резо Есадзе — Аполлон

## Призи
- У 1987 році на Всесоюзному кінофестивалі фільм завоював Головний приз
- У 1987 році на Каннському кінофестивалі фільм був удостоєний наступних нагород: Гран-прі, спеціального призу Міжнародної федерації кінопреси, а також призу екуменічного журі.
- У 1987 році стрічка була удостоєна премії «НІКА» в 6 номінаціях: «Найкращий ігровий фільм», «Найкраща режисерська робота» (Тенгіз Абуладзе), «Найкраща сценарна робота» (Ніна Джанелидзе, Тенгіз Абуладзе і Реваз Квеселава), «Найкраща операторська робота» (Михайло Агранович), «Найкраща робота художника» (Георгій Мікеладзе) і «Найкраща чоловіча роль» (Автанділ Махарадзе).
- У 1987 році на МКФ в Чикаго фільм отримав Спеціальний приз.
- У 1988 році фільм удостоєний Призу критики найкращому зарубіжному фільму року в Польщі.
- Номінація на премію «Золотий глобус» у категорії «Найкращий фільм іноземною мовою».